# Esercitazioni militari cinesi attorno a Taiwan del 2022
Le esercitazioni militari cinesi attorno a Taiwan del 2022 (2022年环台軍事演練T, 2022年环台军事演练S) sono una serie di esercitazioni militari della Repubblica Popolare Cinese (RPC), riguardanti le zone marittime circostanti Taiwan, ufficialmente Repubblica di Cina (RDC). Inizialmente, sono durate dal 4 al 7 agosto 2022, coinvolgendo esercitazioni a fuoco, sortite aeree, dispiegamenti navali e lanci di missili balistici da parte dell'Esercito Popolare di Liberazione (EPL). Le esercitazioni sono iniziate in risposta alla visita a Taiwan del presidente della Camera degli Stati Uniti, Nancy Pelosi.
Le esercitazioni, che hanno suscitato critiche da parte delle nazioni del G7, sono state una dimostrazione di forza intesa a scoraggiare ciò che la RPC percepisce come coinvolgimento degli Stati Uniti nei cosiddetti "affari interni cinesi" e a dimostrare il potere militare cinese nella regione, sia verso il pubblico internazionale che verso quello nazionale. Le esercitazioni a fuoco non hanno avuto precedenti nella storia recente e si sono svolte in sei zone che circondano le vie d'acqua internazionali e le rotte aeree più trafficate dell'isola. L'8 agosto, l'esercito cinese ha annunciato nuove esercitazioni militari intorno a Taiwan. La Cina ha annunciato la fine delle esercitazioni il 10 agosto, affermando, tuttavia, che sarebbero stati eseguiti regolari "pattugliamenti" nello Stretto di Taiwan.

## Contesto

### Incursioni nell'ADIZ di Taiwan
Dal 2020, il Ministero della Difesa Nazionale di Taiwan ha iniziato a pubblicare rapporti di routine sulle incursioni nella zona di identificazione di difesa aerea nazionale da parte delle forze cinesi, che sono considerate parte della cosiddetta "tattica del salame", atta a dimostrare la propria influenza nella regione. Gli aerei dell'EPL sarebbero entrati all'interno dell'ADIZ di Taiwan per un totale di quasi 250 giorni nei 12 mesi tra settembre 2020 e 2021, con un picco di 148 aerei durante le celebrazioni della Giornata nazionale della RPC del 2021. La maggior parte di queste incursioni, alcune delle quali includevano bombardieri con capacità nucleare, hanno avuto luogo nella parte sud-occidentale dell'ADIZ, in seguito a grandi eventi legati allo spazio internazionale di Taiwan. In un rapporto biennale pubblicato nel novembre 2021, il Ministero della Difesa della RDC ha avvertito che la RPC aveva ottenuto la capacità di circondare e bloccare i porti, gli aeroporti e le rotte di volo in uscita dell'isola.

### Escalation delle tensioni
Il 9 gennaio 2021, il Dipartimento di Stato degli Stati Uniti, per direttiva di Mike Pompeo, ha annunciato la revoca delle restrizioni autoimposte sulle relazioni con Taiwan, suscitando la protesta della RPC.
Il 10 giugno 2022, il ministro della Difesa della RPC Wei Fenghe ha avvertito che "se qualcuno osa dividere Taiwan dalla Cina, l'esercito cinese non esiterà sicuramente a iniziare una guerra", aggiungendo che "non avrebbe altra scelta che combattere (...) e schiacciare ogni tentativo di indipendenza di Taiwan" per salvaguardare "la sovranità nazionale e l'integrità territoriale". Il segretario alla Difesa americano Lloyd Austin ha risposto, condannando l'attività militare "provocatoria e destabilizzante" della Cina verso Taiwan.
La settimana prima della visita di Nancy Pelosi, Xi Jinping ha avvertito Joe Biden in una telefonata, affermando che Washington dovrebbe attenersi al principio di "una sola Cina" e che "chi gioca con il fuoco perirà per questo". Biden ha riferito ai giornalisti che i funzionari militari statunitensi ritenevano la visita di Pelosi "una pessima idea in questo momento".

## Esercitazioni militari

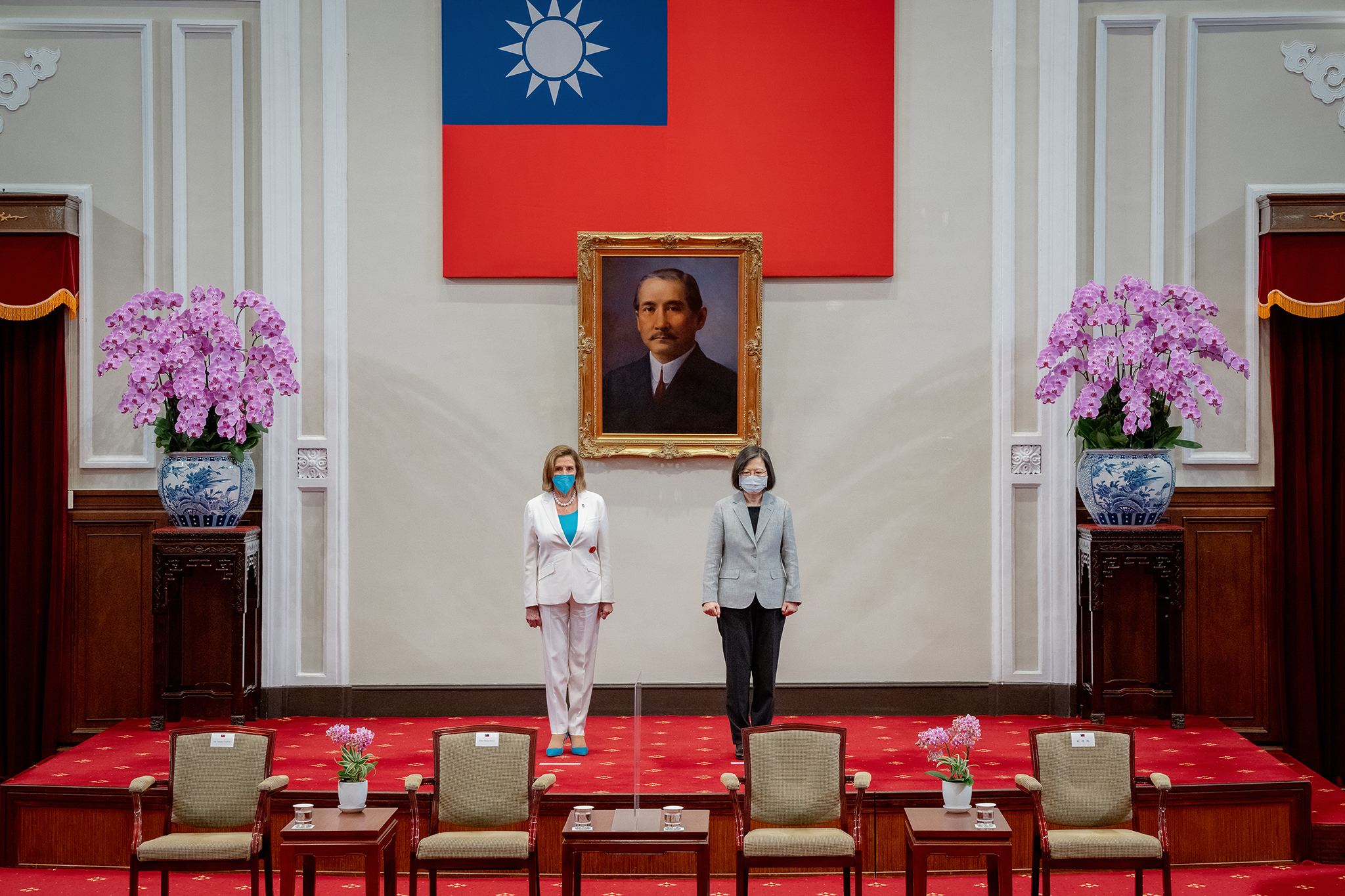
Il presidente della RDC Tsai Ing-wen ospita la portavoce degli Stati Uniti Nancy Pelosi e il suo entourage.

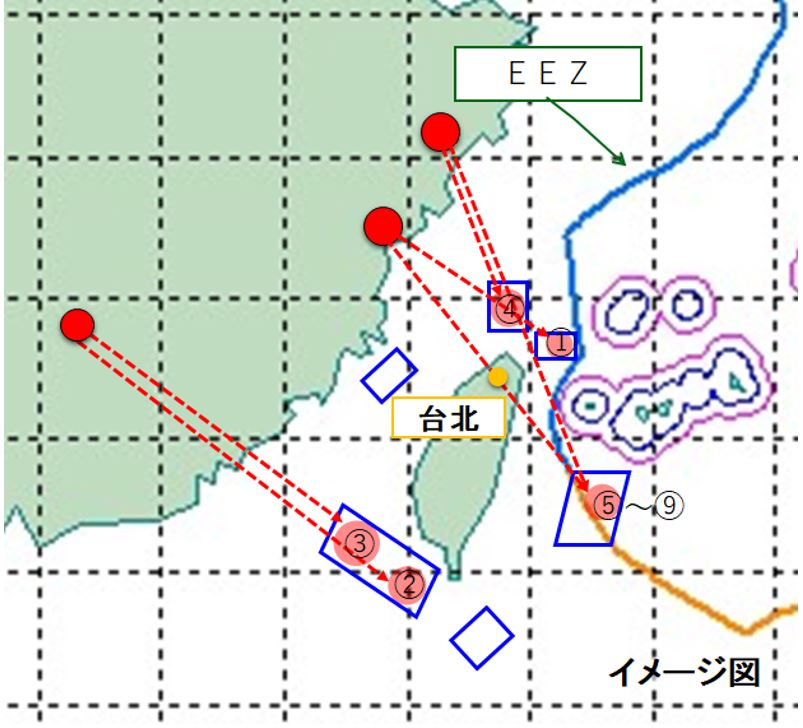
Traiettoria stimata dei lanci di missili balistici cinesi (fonte: Ministero della Difesa giapponese, pubblicata il 4 agosto 2022).

Il 2 agosto, in risposta alla visita di Pelosi, la Repubblica Popolare Cinese ha annunciato quattro giorni di esercitazioni militari a fuoco, in sei zone che circondano l'isola lungo le vie d'acqua e le rotte aeree internazionali più trafficate. In risposta all'annuncio, i funzionari della RDC si sono lamentati del fatto che le esercitazioni dell'EPL fossero un'invasione dello spazio territoriale di Taiwan e una sfida diretta alla libera navigazione aerea e marittima. Il 4 agosto, le truppe taiwanesi hanno lanciato razzi per scacciare alcuni droni che volavano sopra le isole Kinmen. In una dimostrazione di forza, la RPC ha schierato sia un gruppo di portaerei, sia un sottomarino nucleare nello Stretto di Taiwan, espandendo le esercitazioni a fuoco. La RPC, tramite l'Amministrazione cinese per la sicurezza marittima, ha annunciato ulteriori esercitazioni sia nel Mar Giallo che nel Mare di Bohai, con cinque aree riservate nel Mar Giallo, dove si sarebbero svolte esercitazioni dal 5 agosto al 15 agosto, oltre a quattro zone aggiuntive nel Mare di Bohai, dove, a partire dall'8 agosto, si sarebbe svolto un mese di operazioni militari.
La Cina ha lanciato 11 missili nelle acque che circondano Taiwan durante le esercitazioni militari, molti dei quali erano missili balistici Dongfeng, il doppio del numero sparato nel luglio 1995, durante la terza crisi dello Stretto di Taiwan. Secondo quanto riferito, diversi missili hanno sorvolato Taiwan. Il Giappone ha affermato che cinque dei missili sono atterrati nella sua zona economica esclusiva, a sud-ovest delle isole Yaeyama. Secondo il Ministero della Difesa giapponese, questa è stata la prima volta che missili balistici lanciati dalla Cina sono atterrati nella zona economica esclusiva del Giappone.
Mentre il 4 agosto erano in corso le esercitazioni a fuoco dell'EPL, il gruppo d'attacco della portaerei statunitense della USS Ronald Reagan stava conducendo operazioni militari nel Mar delle Filippine, comprese le acque a sud-est di Taiwan. Tuttavia, gli Stati Uniti hanno annullato il previsto lancio di prova di un missile Minuteman III, che doveva avvenire durante la stessa settimana in cui è iniziata la crisi, al fine di evitare un'ulteriore escalation delle tensioni con la Cina.
In risposta alle esercitazioni della RPC, il 7 agosto, il governo della RDC ha annunciato che avrebbe condotto esercitazioni di artiglieria a fuoco nella contea di Pingtung, che sono servite sia come rappresaglia alle azioni della RPC intorno a Taiwan, sia per testare la prontezza al combattimento. Durante le esercitazioni tenutesi nella contea di Lienchiang, i razzi sparati dall'esercito di Taiwan hanno provocato un incendio. In un primo momento, la RPC sembrava intenzionata a concludere le sue esercitazioni militari secondo il programma pubblicato il 4 agosto. Tuttavia, lo stesso lunedì, il Comando orientale cinese ha annunciato che avrebbe continuato tali operazioni, includendo anche attacchi antisommergibili e operazioni di raid in mare, senza annunciare una data di fine. Il 10 agosto, il comando ha ufficialmente dichiarato la fine delle esercitazioni militari dopo aver "completato con successo vari compiti e testato efficacemente le capacità di combattimento integrate delle truppe". Tuttavia, esso ha anche annunciato che avrebbe effettuato regolari "pattugliamenti in direzione dello Stretto di Taiwan".

## Reazioni

### Giappone
Durante le esercitazioni a fuoco dell'EPL, il ministro della difesa giapponese Nobuo Kishi ha esposto reclamo a Pechino, affermando che alcuni missili lanciati dalla Cina sono atterrati nella sua ZEE, specificando che era "la prima volta che un missile balistico appartenente all'esercito cinese è atterrato entro le acque (del Giappone)" e che "condanniamo fermamente l'azione militare cinese", definendo l'incidente "un grave problema che riguarda la sicurezza della nostra Nazione e del nostro popolo". Il ministro degli Esteri giapponese Yoshimasa Hayashi ha chiesto un "arresto immediato" delle esercitazioni militari cinesi, affermando che le azioni della Cina hanno "un grave impatto sulla pace e sulla stabilità della regione e sulla comunità internazionale". Il portavoce del ministero degli Esteri cinese Hua Chunying ha dichiarato durante una conferenza stampa che le acque rilevanti tra Cina e Giappone non sono state ancora delimitate.

### Corea del Nord
L'agenzia di stampa statale KCNA ha citato un portavoce del ministero degli Esteri della RPDC, il quale ha sostenuto la "giusta posizione" della RPC e affermato che i nordcoreani "denunciano qualsiasi intervento di forze esterne a Taiwan".

### Russia
Il portavoce russo Dmitry Peskov ha dichiarato che la Cina ha il diritto sovrano di lanciare esercitazioni militari intorno a Taiwan e che la visita di Nancy Pelosi ha provocato tali tensioni.

### Stati Uniti
Il 5 agosto 2022, il segretario di Stato americano Antony Blinken ha visitato le Filippine e ha affermato che gli Stati Uniti avrebbero cercato di allentare le tensioni nello stretto di Taiwan, al fine di mantenere la regione sicura e il corso d'acqua internazionale aperto. Egli ha riferito:
Insieme ad Australia e Giappone, il 6 agosto, gli Stati Uniti hanno firmato una dichiarazione congiunta che condannava il lancio di missili nelle zone economiche esclusive giapponesi e accusava la Cina di "aumentare la tensione e destabilizzare la regione". Durante un incontro con Blinken, il 6 agosto, il segretario filippino per gli affari esteri Enrique Manalo ha affermato che i pattugliamenti congiunti USA-Filippine nel Mar delle Filippine occidentale e la designazione del governo filippino di porzioni del Mar Cinese meridionale potrebbero aver luogo sulla base del Trattato di mutua difesa.
Dopo la visita di Pelosi, il ChinaPower Project presso il Center for Strategic and International Studies ha intervistato 64 esperti statunitensi di spicco sulla Repubblica Popolare Cinese (RPC), Taiwan e sulle relazioni tra le due sponde dello Stretto, tra cui 28 ex funzionari del governo statunitense di alto livello (USG), sia democratici che repubblicani, nonché 23 ex analisti politici e di intelligence del governo e 13 massimi esperti del mondo accademico e di think tank. Le risposte sono state raccolte dal 10 agosto all'8 settembre 2022. Il CSIS ha riassunto le risposte degli esperti come indicato di seguito:
1. La Cina è determinata a unirsi a Taiwan, ma Pechino non ha una strategia coerente.
2. La Cina è disposta ad aspettare per unificarsi con Taiwan e le esercitazioni dell'agosto 2022 non sono un indicatore di tempistiche accelerate della RPC.
3. Xi Jinping ritiene che ci siano ancora strade per un'unificazione pacifica.
4. Il potenziale per una crisi militare o un conflitto nello Stretto di Taiwan è molto reale.
5. La Cina invaderebbe immediatamente se Taiwan dichiarasse l'indipendenza.
6. La Cina presume che gli Stati Uniti interverrebbero in un conflitto a Taiwan.